# Ctenosporium pectinatum
Ctenosporium pectinatum är en svampart som beskrevs av R. Kirschner 2006. Ctenosporium pectinatum ingår i släktet Ctenosporium, divisionen sporsäcksvampar och riket svampar.   Inga underarter finns listade i Catalogue of Life.